# Regeringen Edmund Joensen II
Edmund Joensens anden regering var Færøernes regering fra 11. juni 1996 til 15. maj 1998, under ledelse af Edmund Joensen fra Sambandsflokkurin (SB). Øvrige partier i regeringskoalitionen var Fólkaflokkurin (FF), Verkamannafylkingin (VMF) og Sjálvstýrisflokkurin (SF). Den eneste forskel fra Edmund Joensens første regering var altså at Fólkaflokkurin erstattede Javnaðarflokkurin. Sjálvstýrisflokkurin, med Sámal Petur í Grund som minister, trak seg fra regeringen den 1. december 1997.
|                                                                  | Minister            | Parti | Fra           | Til              |
| ---------------------------------------------------------------- | ------------------- | ----- | ------------- | ---------------- |
| Lagmand                                                          | Edmund Joensen      | SB    | 11. juni 1996 | 15. maj 1998     |
| Ministerium                                                      | Minister            | Parti | Fra           | Til              |
| Miljø-, energi-, skole- og kommunalministeriet                   | Eilif Samuelsen     | SB    | 11. juni 1996 | 15. maj 1998     |
| Erhvervs-, og landbrugsministeriet                               | Ivan Johannesen     | SB    | 11. juni 1996 | 15. maj 1998     |
| Finans- og økonomiministeriet                                    | Anfinn Kallsberg    | FF    | 11. juni 1996 | 15. maj 1998     |
| Fiskeriministeriet                                               | John Petersen       | FF    | 11. juni 1996 | 15. maj 1998     |
| Social-, sundheds-, arbejds-, forsikrings- og justitsministeriet | Óli Jacobsen        | VMF   | marts 1998    | 15. maj 1998     |
|                                                                  | Kristian Magnussen  | VMF   | oktober 1996  | marts 1998       |
|                                                                  | Axel H. Nolsøe      | VMF   | 11. juni 1996 | oktober 1996     |
| Kommunikations-, kultur- og havbrugsministeriet                  | Sámal Petur í Grund | SF    | 11. juni 1996 | 1. december 1997 |